# ワースポ×MLB
『ワールドスポーツMLB』は、NHK BS1で2013年4月1日から放送されているスポーツニュース。MLBを中心とした日本国外のプロスポーツに特化した内容となっている。2019年度からタイトルを『ワースポ×MLB』に変更している。

## 概要
『MLBハイライト』から大幅拡大・刷新を図り、MLBの日本人選手のその日の活躍を中心にNBAやNFL、各国サッカーなど幅広いスポーツファンの関心に応えるものである。
これまでの『MLBハイライト』はVTRで構成されていたが、この番組ではスタジオ展開を重視し、メジャーリーグ経験の解説者が「勝敗を分けたプレー」を解説し、さらにMLBに関するミニ企画を設け、速報性に「付加情報」や「こぼれ話」を付け加え、MLBをより掘り下げる。
この番組を新設した狙いについてNHKの放送副総局長（当時）は「大リーグの生中継は日本時間の午前中から昼すぎになるので、サラリーマン層はライブで見ることができない。今までもスポーツニュースなどで情報をお伝えしてきたが、大リーグ情報をたっぷり見てもらい、その他のワールドスポーツの情報も加え、お伝えしようということでこの番組を新設した。」と語っている。

## 番組の歴史
2015年4月からセットとタイトルロゴが一新され、平日に関してはそれまでテーブルで座ったスタイルだったのが、立ったまま伝えるようになった。また平日の男性アシスタントキャスターと週末の女性アシスタントキャスターが交代となった。
2016年3月で生島淳が卒業。同年4月から土・日曜は漫才・お笑いタレントのレッド吉田（TIM 土曜）、名倉潤（ネプチューン 日曜）がメインMCを務めた。
2017年3月で深津瑠美が卒業。同年4月より、日曜の放送がなくなり、月曜に未明・深夜の2回放送となるのに合わせ、月曜深夜および火 - 金曜は平原沖恵が、土曜および月曜未明は上田まりえがメインMCを務める。(平原は2017年3月までは土曜・日曜を担当)
2019年3月で平原沖恵が卒業。同年4月より、月曜深夜および火 - 金曜日は山本萩子がメインMCを務める。さらに、2019年のみ冒頭に6分程度や終了間際、不定期に特集でNPBも取り上げるようになった。また、それに伴い、番組タイトルも『ワースポ×MLB』に改題された。
土・日曜日のメインMCについては、上田の卒業（2019年11月）を経て、阪神タイガースや高校野球への造詣が深い市川いずみ（フリーアナウンサー）を2020年4月から起用している。市川は当時出身地の関西地方を中心に活動していたため、全国放送の番組にレギュラーで出演することは、前職の山口朝日放送アナウンサー時代を含めても初めてであった。これと同時に、2020年3月29日より日曜の放送が21:00からに変更となり、日曜版のみタイトルを『ワースポ×MLBサンデー』と改称した。
2020年は新型コロナウイルス感染防止の影響により海外リーグ・国内リーグの開幕日程が大きくずれこみ、試合がない状況下で、3月27日は50分・以後日曜日（-サンデー）以外は31分短縮版での放送となったが、4月7日放送をもって一旦放送休止とした。NPB開幕に合わせ6月7日（6月6日深夜）の放送から30分短縮版として、MLB開幕の7月24日から本来の50分で放送を再開した。
2021年には、平日に山本、土・日曜日に市川がメインMCを引き続き担当。市川は同年4月から早稲田大学大学院スポーツ科学研究科（スポーツ医学専攻）へ進学することに伴い、東京へ本格的に進出するが、研究活動を優先するため、フリーアナウンサーとしてのレギュラー番組を当番組へ事実上集約させる。東京オリンピック・パラリンピック期間中MLBは継続していたが、オリンピック中継を優先したため20分バージョンを経て番組休止とし、パラリンピック終了後の9月7日から放送再開した。ロサンゼルス・ドジャースの大谷翔平がアメリカンリーグMVPを獲得した11月19日には『ワースポ×MLB特別編』と題してMVP発表の瞬間を緊急生中継を行った。
2022年は、2年間土・日曜日キャスターを務めてきた市川に変わり、新たに菊池柚花が土・日曜日のメインMCを担当する。また、これまで直前に放送されていた10分版の『BSニュース』が『BSニュース World+Biz』に事実上集約されたため、10分前倒しでの放送開始となる。しかし、MLBとMLB選手会との度重なる労使交渉の決裂やロックアウト等の影響により、開幕が結果的に現地時間4月7日までずれこんだ中でも4月6日までは『スプリングトレーニング特集』と題して放送された。また、開幕前日である4月7日と開幕日である4月8日は、放送時間を以前とほぼ同じ23:45まで延長し、「開幕直前特番」および「開幕特番」として放送した。なお、MLBオールスターゲームの開催当日は放送するが、その翌日と翌々日は放送休止となる（この影響で、一部チームの試合（後半戦初戦となる試合）が開催されていても、この期間は放送されない）。レギュラーシーズン終了後は不定期に番組を23:20までの30分に短縮しつつポストシーズンについて放送した。
2023年は、日曜以外の放送時間が変更され、前年からそれぞれ平日は10分、土曜日は50分前倒しでの放送開始となる。また、放送時間も日曜を除き、45分(土曜は50分)から40分に短縮(日曜のみ従来通り50分のまま)。平日・休日ともにキャスターは変わらないものの、解説者としてこの年から千葉ロッテのコーチとなった黒木に変わり、前同チーム監督の井口資仁と、前年限りで現役を引退した福留孝介が加入。また、この年は約5年にわたって番組のキャスターを担当した山本が番組を卒業した。大谷翔平が2度目のアメリカンリーグMVPを獲得した11月17日は『ワースポ×MLBスペシャル』と題して発表の瞬間を緊急生中継を行った。この特番の司会は山本が担当し、一日限りの司会復活となった。 
前年12月1日から新NHK BSとなった2024年は平日が22:40、土曜が22:30にそれぞれ開始時間を変更。韓国でのMLB開幕戦を過ぎてから後述の月曜開始となった。番組を卒業した山本に代わり、前年12月まで岩手めんこいテレビのアナウンサーだった三宅絹紗が平日のキャスターを担当する。なお、週末は引き続き菊池が担当する。また、同記事や番組公式HPにてこの年の放送開始日が3月25日からになる事も併せて発表された。スタジオセットも大幅にリニューアルされた。三宅がMLBオールスターゲーム取材のため、渡米。このため、この週は週末担当の菊池が一週間通しで担当した。オールスター直後に本来の三宅が出演して2日間放送されたが、パリオリンピック・パラリンピック中継と重なった為、MLBは継続していたが、オリンピック中継を優先したため番組休止となり、8月12日から放送再開される予定。この年は2022年とは異なり翌日こそ放送休止となったが、翌々日の一部チームの後半戦初戦となる試合も放送された。大谷翔平が3度目のMVPを獲得した11月22日は『ワースポ×MLBスペシャル 生中継!大谷翔平3度目のMVPなるか?』と題して発表の瞬間を緊急生中継を行った。
2025年は前年の韓国での開幕とは異なり、MLB東京シリーズ開幕前の3月15日に『開幕直前スペシャル』を放送した。本放送については放送時間こそ月曜が23時からに変更された以外は変更はないものの、放送分数に関しては日曜が5分短縮された。出演者に関しては、前オリックスコーチの田口が10年ぶりに番組に復帰した以外は出演者に変更は無かった。

## 放送時間
- 月 23:00 - 23:40
- 火 - 金曜日 22:45 - 23:25
- 土曜日 22:30 - 23:10
- 日曜日 21:00 - 21:45

### 過去の放送時間
- 月曜日 0:00 - 0:50、23:00 - 23:45、22：50-23：35、22:40 - 23:20、22:45 - 23:25
- 火 - 金曜日 23:00 - 23:45、22：50-23：35、22:40 - 23:20
- 土曜日 23:00 - 23:50、22：50-23：40、22:00 - 22:40
- 日曜日 21:00 - 21:50

## MLBシーズンオフ
MLBがシーズンオフに当たる11月〜翌年3月は、欧州各国のサッカーリーグやNFL、NBAなど、NHK BS1(当時、現NHK BS)が中継する海外主要スポーツ競技の情報などを充実させた内容で展開していたが、2019年度以降は番組内を含めて、MLB以外はミニ番組としてしか放送していないため、シーズンオフは放送されない。

### 2013-2014
ワールドスポーツ11
ソチオリンピック・パラリンピックを目指すアスリートの情報も放送した。

### 2014-2015
ワールドスポーツMLB
月曜日はプレミアリーグ、火曜日はブンデスリーガとセリエAの日本人選手の活躍ぶりを中心にした試合ハイライト、水曜日はNFL、木曜日はNBAのそれぞれ前週のレビューと今週のプレビュー、トピックスなどを伝えた。また2014年度の番組改定により、当番組が土曜・日曜にも放送されることになり、週末は『BSベストスポーツ』と番組統合し、司会の生島淳が編入した。

### 2015-2016
ワールドスポーツSOCCER
ワールドスポーツNBA&NFL
月曜・火曜日は21時台にヨーロッパ主要サッカーリーグを、日曜日は従来の時間帯で主にNBAとNFLを中心とした構成で編成する。

### 2016-2017
ワールドスポーツSOCCER
月・火曜日にヨーロッパ主要サッカーリーグを取り上げた番組を21:00-21:45に生放送する。なおNFL・NBAを取り上げた日曜日の番組は本年度は実施しないが、SOCCERの枠内で随時取り上げる。

### 2017-2018
ワールドスポーツSOCCER
火曜日にヨーロッパ主要サッカーリーグを取り上げた番組を21:00-21:45に生放送する。(昨年度まであった月曜の放送は休止)なお、NFL・NBAを取り上げた日曜日の番組は本年度も実施しないが、SOCCERの枠内で随時取り上げる。

### 2018-2019
ワールドスポーツSOCCER
ＭＬＢ×プロ野球
2018年内は木曜日にヨーロッパ主要サッカーリーグを取り上げた番組を21:00-21:45に生放送する。なお、NFL・NBAを取り上げた番組は今年度も実施しないが、SOCCERの枠内で随時取り上げる。2019年からはワールドスポーツMLB plusプロ野球(EPG上はＭＬＢ×プロ野球)として開幕前のNPBの話題も取り上げるようになった。

### 2019-2020
これ以降、MLBシーズン終了後年内のオフシーズン中の放送はなくなった。2020年2月28日から毎週金曜日にMLB特集をサブタイトルに入れて放送。

### 2020-2021
2021年2月26日から毎週金曜日にMLB特集をサブタイトルに入れて放送。開幕直前まで映画『メジャーリーグ2』に出演した石橋貴明（とんねるず）を準レギュラーとして起用した。これ以後もたびたびゲストとして不定期に出演している。

### 2021-2022
2021年12月29日にスペシャル番組「ぜんぶ見せます!激闘2021MLB」を放送。MLBオーナーと選手会との新労使協定の合意がずれこんだ影響で一月遅れの2022年3月24日に初放送、28日から毎日放送となった。開幕日までMLB戦力分析のみを行い、始まっていた他スポーツの報道は行わなかった。

### 2022-2023
2022年12月25日にスペシャル番組「ぜんぶ見せます!激闘2022MLB」を放送。なお、放送では言及されることはなかったが、黒木は翌年より千葉ロッテマリーンズの一軍投手コーチを務めるため、これがコーチ就任前最後のスタジオ出演となる。この年は、当初から3月に開催された第5回WBCの関係で同27日に初放送された。

### 2023-2024
大谷翔平（2023年・ロサンゼルス・エンジェルス所属）が、アメリカン・リーグ年間最高殊勲選手（MVP）にノミネートされていることを受けて、その表彰式の模様を11月17日8:00-9:00に生放送を行った。また、オフ恒例となったスペシャル番組「ぜんぶ見せます!激闘2023MLB」を2023年12月30日に放送し、この番組の司会も山本が担当した。山本自身にとっては、これがキャスターとしては正真正銘最後の出演となった。新NHK BSとなった2024年は米国での開幕戦前の3月25日から4日連続で開幕特集を放送した。

### 2024-2025
大谷翔平（2024年・ロサンゼルス・ドジャース所属）が、ナショナル・リーグ年間最高殊勲選手（MVP）にノミネートされていることを受けて、その表彰式の模様を11月22日8:00-9:00に生放送を行った。こちらの司会は三宅が担当した。また、同日の夜にはNHK総合で別のスペシャル番組「ドジャース大谷 2024 もう一度見たい!ベストシーン」と題して放送を行った。この番組の司会は朝とは異なり、菊池が担当した。また、オフ恒例のスペシャル番組「ぜんぶ見せます!激闘2024」を2024年12月30日に21：00-22：30の1時間半特番として放送する。この放送の司会は前年限りで卒業した山本に代わり、三宅が担当する予定。また、これまでは西暦の後に「MLB」が番組タイトルについていたが、それが表示されなくなった。さらに、この年のゲストは例年出演していた稲村亜美(野球界では神スイングでお馴染み)に代わり、鈴木福が初出演する。

## 出演者

### 2025年度
（☆-NHKプロ野球の解説者）
| 出演者             | 担当         | 備考           |
| ------------------ | ------------ | -------------- |
| 三宅絹紗           | キャスター   | 月曜日〜金曜日 |
| 菊池柚花           | キャスター   | 土・日曜日     |
| 井口資仁☆          | MLB解説      |                |
| 小早川毅彦☆        | MLB解説      |                |
| 斎藤隆             | MLB解説      |                |
| 岡島秀樹           | MLB解説      |                |
| 福留孝介           | MLB解説      |                |
| 岩村明憲           | MLB解説      |                |
| 五十嵐亮太         | MLB解説      |                |
| 岩隈久志           | MLB解説      |                |
| 川崎宗則           | MLB解説      |                |
| 田口壮☆            | MLB解説      |                |
| 馬見塚尚孝（医師） | 野球医学解説 |                |

ナレーター
MLB
- 竹内良太
- 藤本幸太郎
- 根岸朗
- 佐藤アサト
- 真中了

NPB
- パトリック・ユウ
- ザック生馬

リポーター
- 久保純子（現地リポート）
- 水野舞（現地リポート）※2018年度以降は実際のMLB中継でもリポーターとして出演（但し、中継クレジットなし）
- 長谷川滋利（現地リポート）
- KAREN（スタジアムリポート、2015年度以外）

その他
きんに君と稲村、オカモト以外はいずれも不定期出演。
- 牧野真莉愛（モーニング娘。）[20]
- 石橋貴明（とんねるず）[18][21]
- なかやまきんに君（ボディビルダー兼YouTuber）
- オカモト"MOBY"タクヤ（2022年10月31日の放送にゲスト出演した また、これがきっかけで翌2023年には同局のミニ番組『ミュージックMLB』の放送を開始した。自身もナレーションを担当している）
- 稲村亜美（タレント）※2023年までの『激闘(西暦)MLB』ではスタジオ出演していたが、2024年の同番組ではスタジオ出演せず。
- 武井壮（タレント）※主にVTR出演だが、前述の2023年以降の『激闘(西暦)MLB』ではスタジオ出演。
- パトリック・ハーラン（お笑いコンビ、パックンマックンのメンバー）※スタジオにも出演した経験あり。
- 黒見明香（乃木坂46、ABEMAベースボールリポーター）※スタジオへの出演はまだ一度もないが、2024年4月7日放送分にVTR出演。
- 鈴木福（俳優、元子役）※前述の2024年の『激闘(西暦)』にて当番組初出演。

### MLBオフ
その他
- 浅田舞 （フィギュアスケート）
- 本田武史 （フィギュアスケート）
- 羽川豊 （PGA）
- 佐渡充高 （PGA）
- 塚本清彦 （NBA）
- 輿亮 （NFL）
- 馬見塚尚孝（野球医学の専門家、主に大谷情報や開幕特番等の時に出演。）

### 過去
キャスター、司会進行
- 田岡咲香 （番組開始から2014年7月13日、2013年度は月曜日〜金曜日、2014年度7月13日までは土曜・日曜日[22]）
- 野瀬正夫 （番組開始から2015年3月、隔週月曜日〜金曜日）
- 鈴木桂一郎 （番組開始から2015年3月、隔週月曜日〜金曜日）
- 深津瑠美（2014年3月31日から2017年3月21日、月曜日〜金曜日 2023年7月28日※現地からロジャーズ・センターの球場紹介リポートを担当し、また、同球場から出演）
- 生島淳 （2014年4月から2016年3月、土曜・日曜日）
- 戸室穂美 （2014年7月19日から2015年3月22日、土曜・日曜日）
- 福澤浩行 （2015年4月から2017年3月、隔週月曜日〜金曜日）
- 森中直樹 （2015年4月から2017年3月、隔週月曜日〜金曜日）
- レッド吉田 （2016年4月から10月、土曜日）
- 名倉潤 （2016年4月から10月、日曜日）
- 平原沖恵（2015年4月11日から2016年11月5日：土曜・日曜日担当、2017年4月3日から2019年2月7日：月曜日～金曜日）
- 上田まりえ（2017年4月8日から2019年11月2日、土曜・日曜日担当）
- 市川いずみ（2020年6月7日から2021年11月、土・日曜日担当）
- 山本萩子（2019年2月28日の特番放送から2023年11月3日、月曜日～金曜日）

MLB解説
- 小宮山悟（2012年から2018年）
- 石井一久（出演開始時期不明 2018年）
- 高橋尚成
- 仁志敏久
- 小林雅英
- 多村仁志
- 黒木知宏

海外サッカー解説
三人ともMLBシーズン中の隔週火曜日に出演していた。
- 早野宏史
- 福西崇史
- 小島伸幸

以下の人物はMLBシーズンオフに出演していた。
- 山本昌邦
- 戸田和幸
- 名良橋晃
- 藤田俊哉

## テーマ曲
- YOUR Life／MiChi （2015年3月まで）
- Brave／澤田かおり（2015年4月から2017年3月まで）
- The Way／Leola（2017年4月から2019年3月まで）
- TRAJECTORY - キセキ -／三上ちさこ（2019年4月から2023年11月までと2024年ソウル開幕特番）
- Fighter／GLIM SPANKY（2024年4月から）

## ワースポ×MLB 教えてメジャーリーグ
『ワースポ×MLB 教えてメジャーリーグ』（わーすぽえむえるびー おしえてめじゃーりーぐ）は2024年3月19日からNHK BS・NHK総合にて不定期に放送されている番組である。

### 出演者
- 牧野真莉愛（モーニング娘。） - 語り[注釈 1]

### 放送リスト
| 回 | テーマ           | 初回放送日     |
| -- | ---------------- | -------------- |
| 1  | 基礎編           | 2024年 3月19日 |
| 2  | ボールパーク編   | 3月20日        |
| 3  | 推し選手編       | 3月20日        |
| 4  | 記録編           | 3月20日        |
| 5  | 用語編           | 3月23日        |
| 6  | ドジャース編     | 2025年 3月15日 |
| 7  | アウォーズ編     | 2025年 3月15日 |
| 8  | スーパースター編 | 2025年 3月15日 |
| 9  | データ用語編     | 3月16日        |
| 10 | レジェンド編     | 3月16日        |